# Pietermaritzburg
Pietermaritzburg er hovedstad og den næststørste by i provinisen KwaZulu-Natal i Sydafrika. Den blev grundlagt i 1838. Populært bliver den kaldt Maritzburg, forkortet til PMB, og er hjemsted for University of KwaZulu-Natal.
Byen havde efter en folketælling i 1991 228.549 indbyggere, og den nuværende befolkning anslås til at være mellem 350.000 og 500.000 mennesker.
I byen bliver der blandt andet produceret aluminium, tømmer og diverse mejeriprodukter.